# Golegã
Golegã là một huyện thuộc tỉnh Santarém, Bồ Đào Nha. Huyện này có diện tích 76 km², dân số thời điểm năm 2001 là 5710 người.